# Agunnarydsjön
Agunnarydsjön är en sjö i Ljungby kommun i Småland och ingår i Helge ås huvudavrinningsområde. Sjön är 2,4 meter djup, har en yta på 1,92 kvadratkilometer och är belägen 136 meter över havet. Vid provfiske har en stor mängd fiskarter fångats, bland annat abborre, björkna, braxen och faren.

## Delavrinningsområde
Agunnarydsjön ingår i det delavrinningsområde (629223-140032) som SMHI kallar för Utloppet av Agunnarydsjön. Medelhöjden är 144 meter över havet och ytan är 20,65 kvadratkilometer. Räknas de 10 avrinningsområdena uppströms in blir den ackumulerade arean 284,48 kvadratkilometer. Helge å som avvattnar avrinningsområdet har biflödesordning 2, vilket innebär att vattnet flödar genom totalt 2 vattendrag innan det når havet efter 151 kilometer. Avrinningsområdet består mestadels av skog (63 procent). Avrinningsområdet har 2,41 kvadratkilometer vattenytor vilket ger det en sjöprocent på 11,7 procent. Bebyggelsen i området täcker en yta av 0,4 kvadratkilometer eller 2 procent av avrinningsområdet.

## Fisk
Vid provfiske har följande fisk fångats i sjön:
| - Abborre - Björkna - Braxen - Faren - Gärs - Gädda - Gös - Karpfisk obestämd - Löja - Mört - Sarv | - Sutare |